# Honky
Honky  – dziewiąty album studyjny zespołu Melvins wydany w 1997 roku przez wytwórnię Amphetamine Reptile. 

## Lista utworów
1. „They All Must Be Slaughtered” – 8:17
2. „Mombius Hibachi” – 1:58
3. „Lovely Butterfly” – 2:10
4. „Pitfalls in Serving Warrants” – 3:36
5. „Air Breather Deep in the Arms of Morphius” – 12:12
6. „Laughing with Lucifer at Satan's Sideshow” – 2:16
7. „HOW --++--” – 3:26
8. „Harry Lauder's Walking Stick Tree” – 3:17
9. „Grin” – 4:11
10. „In the Freaktose the Bugs Are Dying” – 29:23

## Twórcy
- Buzz Osborne – gitara, wokal
- Dale Crover – perkusja
- Mark Deutrom – gitara basowa
- Katherine Bjelland – dodatkowy wokal (w piosence They All Must Be Slaughtered)
- Mac Mann – pianino, dzwon, syntezator
- David Scott Stone – karatale